# Hans Welker
Hans Welker (* 21. August 1907 in München; † 24. Juli 1968 ebenda) war ein deutscher Fußballspieler.

## Karriere

### Vereine
Welker ging aus der Jugend des FC Bayern München hervor und rückte 1925 in die erste Mannschaft auf, für die er bis 1933 in der Bezirksliga Bayern, von 1933 bis 1938 in der Gauliga Bayern und 1939 in der Sportbereichsklasse Bayern aktiv war.
Mit den Bayern gewann er die Süddeutsche Meisterschaft 1926 und 1928 und nahm infolgedessen jeweils an drei bzw. zwei Spielen der Endrunde um die deutsche Meisterschaft 1928 bzw. 1929 teil. Nachdem er mit der Mannschaft im Halbfinale gegen den Hamburger SV mit 2:8 bzw. im Folgejahr im Viertelfinale gegen den Breslauer SC 08 mit 3:4 n. V. aus dem Wettbewerb schied, lief es für ihn und dem FC Bayern München in der Saison 1931/32 besser.
Nach dem 4:2 im Achtelfinale gegen Minerva 93 Berlin, dem 3:2 im Viertelfinale gegen den PSV Chemnitz, in dem er mit dem Treffer zur zwischenzeitlichen 2:1-Führung beitrug, und dem 2:0 im Halbfinale gegen den 1. FC Nürnberg, in dem er mit dem Treffer zum Endstand beitrug, zog er am 12. Juni 1932 in Nürnberg ins Finale um die Deutsche Meisterschaft gegen Eintracht Frankfurt ein. Mit dem 2:0-Sieg durch Tore von Oskar Rohr und Franz Krumm wurde er mit der Mannschaft erstmals Deutscher Meister.

### Nationalmannschaft
Für die A-Nationalmannschaft bestritt er am 15. März 1931 in Paris bei der 0:1-Niederlage gegen die Auswahl Frankreichs sein einziges Länderspiel, als er in der 31. Minute für Ludwig Hofmann eingewechselt wurde.